# Hydrographie
Ne doit pas être confondu avec Hydrologie.
Ne doit pas être confondu avec un procédé d’impression par transfert à l’eau.
L'hydrographie peut être définie de trois manières, selon le contexte :
1. l'étude et la description des cours d'eau et des étendues d'eau (océans, mers, lacs...) qu'on peut observer à la surface de la terre ou dans le sous-sol (cours d'eau souterrains...) ;
2. Le terme désigne aussi l'ensemble des cours d'eau d'une région donnée, organisés en bassins hydrographiques (ou bassin versant) ;
3. la topographie maritime ou lacustre[1] qui a pour objet de lever le plan du fond des mers et des fleuves, et de déterminer les diverses profondeurs de l'eau, la force des courants et des marées pour établir des cartes marines[2],[3]

## Histoire et enjeux

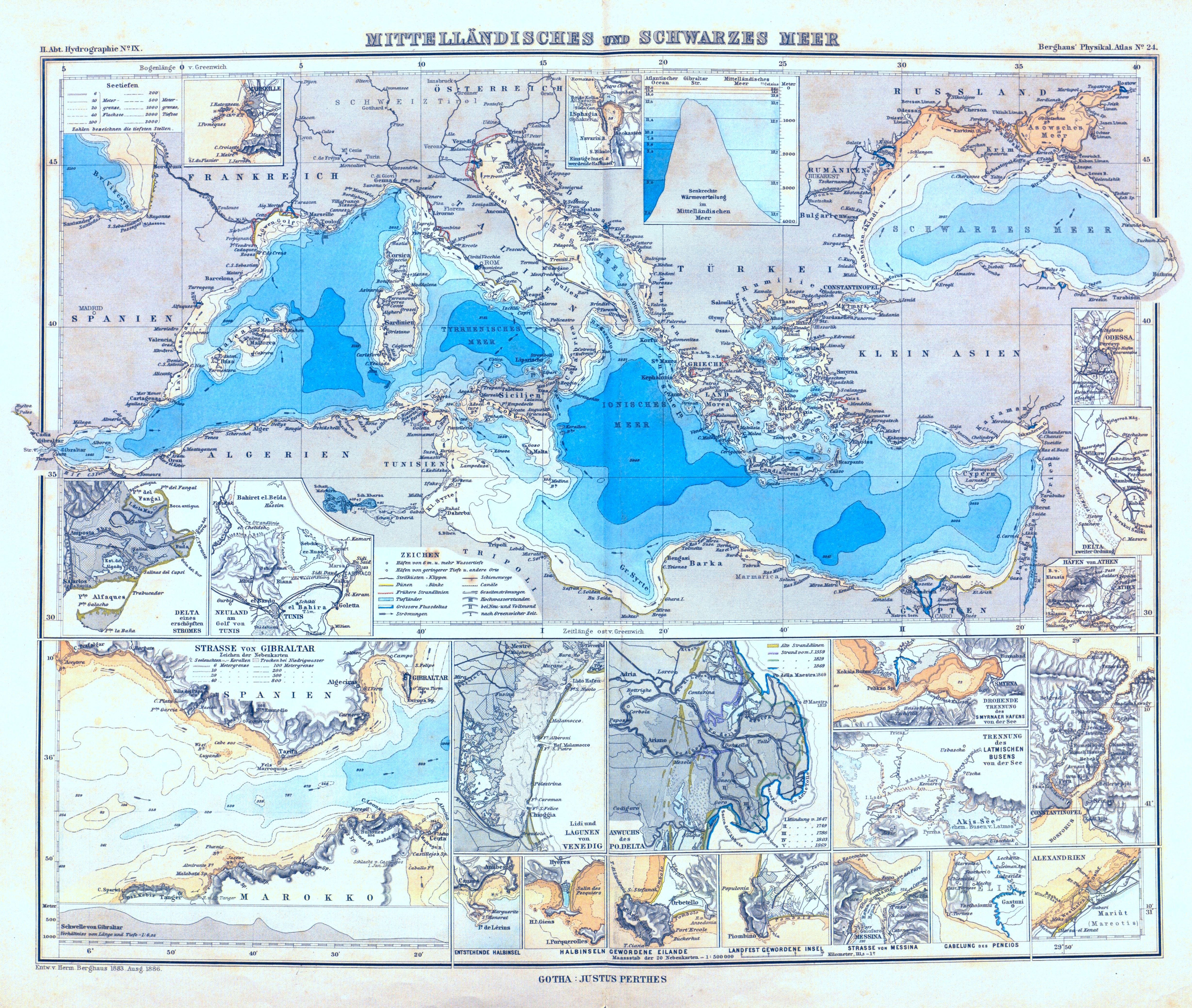
Hydrographie de la Méditerranée - carte de 1891

### Histoire
On attribue à Pierre Desceliers, le cartographe dieppois du XVIe siècle, le titre de père de l'hydrographie française en raison de ses travaux en la matière.
On attribue de même à Charles-François Beautemps-Beaupré le titre de père de l'hydrographie moderne, pour son apport d'une méthode et de techniques rigoureuses à ce domaine, ainsi qu'à ses travaux de cartographie exhaustive des côtes françaises.
Ces méthodes sont toujours utilisées aujourd'hui, malgré une importante évolution de la technique. En France c'est le SHOM qui réalise et imprime les cartes de navigation.

### Enjeux, tendances
L'eau et les services écosystémiques qui en dépendent apparaissent de plus en plus comme un patrimoine naturel, un bien commun vulnérable, qui n'a pas de frontières, dégradé et comme un bien commun inéquitablement réparti à restaurer et protéger pour les générations futures (Ghiotti en 2009 parle de « patrimonialisation des fleuves et des rivières »). 
L'hydrographie en précise la géographie, les flux et volumes, avec des implications économiques importantes, par exemple avec l'usage croissant de cartes marines et d'ouvrages hydrographiques indispensables au trafic maritime, à la pêche, à l'exploitation des fonds marins et de leur substrat géologique sous-jacent (exploitation pétrogazière notamment). 
Un enjeu majeur est la mondialisation et traduction de ce corpus (où l'anglais domine) dans les domaines économiques, mais aussi scientifiques et administratifs. Un cadre pour ce travail est l'Organisation hydrographique internationale (OHI), au sein de laquelle a été développée un forum DHYDRO (pour un dictionnaire hydrographique multilingue en anglais, français et espagnol dans un premier temps) qui se veut aussi être un « espace interactif de discussion entre utilisateurs, experts et créateurs de terminologie hydrographique dans le cadre de la fusion en une base de données terminologiques multilingue ayant une valeur de référence pour le secteur »

## En France
Les données hydrographiques sont principalement accessibles sur le site « EauFrance », celui de l'IGN (Géoportail) (en cours de rapprochement) ou ceux des DREAL et des agences de l'eau, à partir de mêmes bases de données interconnectée et/ou interopérables.
« Garantir la transparence de la politique de l’eau pour le consommateur et faciliter et fiabiliser l’accès par le citoyen à des données sur l’eau facilement compréhensibles » est l'un des objectifs de la Conférence environnementale des 20 et 21 septembre 2013, adopté par le comité national de l’eau (CNE) le 18 décembre 2013, avec un objectif d'Open data et de données ouvertes (pour les données publiques en application par la France de la "charte du G8 pour l’ouverture des données publiques" et des suites données à la Convention d'Aarhus.
Pour répondre aux besoins de la Directive cadre sur l'eau (DCE) et de la partie bleue de la trame verte et bleue nationale, dans le cadre du projet "Bdtopage", visant, sous l'égide de l'ONEMA et de l'IGN avec les Agences de l'eau et DREAL à mettre en cohérence la BD Carthage et la BD TOPO, avec notamment la mise en cohérence des cours d’eau et des plans d’eau et de chaque bassin versant, l'intégration des laisses de plus hautes eaux à partir de la base Histolitt puis de Litto 3D vers 2015 ; les bassins versants seront précisés par la mise à jour du modèle numérique de terrain (MNT) qui devrait être terminée en 2017), un référentiel hydrographique à grande échelle est en préparation. Ceci entrainera une modification et re formalisation réglementaire de la codification hydrographique pour la France ;
- En 2013, l'Irstea a évalué les besoins des utilisateurs, et le site du Sandre a produit la version bêta d'un dictionnaire hydrographique V2 qui devra se conformer à la directive Inspire (que devra aussi respecter le référentiel hydrographique) ;
- En 2014, la rédaction du dictionnaire se poursuit et l'IGN développe la chaîne de production initiale du référentiel. Les partenaires devraient être consultés quant à l'intégration de référentiels locaux.

### Informatique
L'informatique a révolutionné deux domaines de l'hydrographie 
- la modélisation
- la captation, le stockage, la gestion et l'analyse de données (monitoring) : le système informatique de surveillance, dit "concentrateur" est constitué de capteurs qui transmettent par exemple la limnimétrie et la pluviométrie par différents vecteurs (ligne téléphonique, radio, Internet, satellite...) par exemple au pas horaire de 5 minutes. Par exemple pour les crues, ces données alimentent une base de données par service de prévision de crues (SPC) ; un système, redéveloppé en 2011 pour le SPC Grand Delta, utilise un SGBDR Microsoft SQL Server répliqué à grande distance permettant de basculer sans perte d'information en cas de sinistre du serveur maître (failover). Le système, baptisé Aquaréel est devenu l'outil de référence national pour la collecte du réseau des SPC permettant de gérer et d’alerter à partir de franchissement de seuils sur pluviomètres, limnimètres ou par calcul de débit.

Les données sont disponibles sur différents sites web (HYDRO, HydroReel, VigiCrues...).